# Lind (Waszyngton)
Lind – miasto w Stanach Zjednoczonych, w stanie Waszyngton, w hrabstwie Adams.